# Mohamed Achi
Mohamed Achi (Bondy, Francia, 16 de enero de 2002) es un futbolista francés que juega como centrocampista en el F. C. Nantes de la Ligue 1.

## Primeros años
Nació en Bondy, Isla de Francia, donde empezó a jugar al fútbol, en el club local, junto a gente como Ateef Konaté, William Saliba o incluso su mayor Kylian Mbappé, ya que el padre de Kylian, Wilfried Mbappé, fue su entrenador en las categorías inferiores.

## Trayectoria
Tras ingresar en la cantera del F. C. Nantes con 14 años, su prometedora carrera se vio sin embargo truncada por una grave lesión en la pierna, consiguiendo aun así ganar el Championnat National sub-17 durante la temporada 2018-19, en un equipo compuesto por personas como Jean-Claude Ntenda, Gor Manvelyan, Jean-Baptiste Gorby y Quentin Merlin. Pero fue durante la siguiente Copa Gambardella 2019-20 cuando se convirtió en una figura destacada de la de la academia del Nantes, llegando a los cuartos de final de la copa nacional juvenil, antes de que la competición fuera finalmente cancelada a causa del covid.
Firmó su primer contrato profesional con el F. C. Nantes en diciembre de 2021, habiéndose convertido ya en una pieza central del equipo de reserva en el Championnat National 2, ya que había marcado 3 goles y repartido 3 asistencias durante 13 apariciones en la primera parte de esa temporada 2021-22.
Debutó en el primer equipo bajo la dirección de Antoine Kombouaré el 21 de mayo de 2022, sustituyendo a Randal Kolo Muani durante un empate en casa (1-1) en la Ligue 1 contra el A. S. Saint-Étienne.

## Selección nacional
También elegible para la selección de Marruecos por sus orígenes, fue convocado por primera vez a la selección de Francia sub-20 en noviembre de 2021, debutó durante un partido amistoso contra 
|Alemania en el que marcó un gol de tiro libre desde 25 metros, empatando temporalmente, antes de que Alemania acabara marcando un gol de última hora para ganar el partido por 3-2. Posteriormente, se convirtió en un habitual de la selección juvenil francesa.

## Estilo de juego
Comenzó como centrocampista ofensivo en las academias juveniles, y más tarde fue trasladado a las posiciones inferiores de centrocampista ancho o centrocampista defensivo.
Descrito como un centrocampista agudo y elegante, capaz de realizar pases progresivos y precisos, también añadió una dimensión más agresiva y explosiva a su juego cuando dio su primer paso al profesionalismo en la temporada 2021-22.

## Estadísticas

### Clubes
Actualizado al último partido disputado el 21 de mayo de 2022.
| Club                    | Div.          | Temporada     | Liga  | Liga  | Copas nacionales | Copas nacionales | Copas internacionales | Copas internacionales | Total | Total |
| Club                    | Div.          | Temporada     | Part. | Goles | Part.            | Goles            | Part.                 | Goles                 | Part. | Goles |
| ----------------------- | ------------- | ------------- | ----- | ----- | ---------------- | ---------------- | --------------------- | --------------------- | ----- | ----- |
| F. C. Nantes II Francia | 4.ª           | 2020-21       | 1     | 0     | —                | —                | —                     | —                     | 1     | 0     |
| F. C. Nantes II Francia | 4.ª           | 2021-22       | 24    | 3     | —                | —                | —                     | —                     | 24    | 3     |
| F. C. Nantes II Francia | Total club    | Total club    | 25    | 3     | 0                | 0                | 0                     | 0                     | 25    | 3     |
| F. C. Nantes Francia    | 1.ª           | 2021-22       | 1     | 0     | 0                | 0                | —                     | —                     | 1     | 0     |
| F. C. Nantes Francia    | Total club    | Total club    | 1     | 0     | 0                | 0                | 0                     | 0                     | 1     | 0     |
| Total carrera           | Total carrera | Total carrera | 26    | 3     | 0                | 0                | 0                     | 0                     | 26    | 3     |